# (181867) 1999 CV118
(181867) 1999 CV118, também escrito como (181867) 1999 CV118, é um objeto transnetuniano (TNO) que está localizado no disco disperso, uma região do Sistema Solar. Este objeto está em uma ressonância orbital de 3:7 com o planeta Netuno. O mesmo possui uma magnitude absoluta (H) de 7,4 e, tem um diâmetro com cerca de 146 km, por isso existem poucas chances que possa ser classificado como um planeta anão, devido ao seu tamanho relativamente pequeno.

## Descoberta
(181867) 1999 CV118 foi descoberto no dia 10 de fevereiro de 1999 por David Jewitt e Chadwick Trujillo.

## Órbita
A órbita de (181867) 1999 CV118 tem uma excentricidade de 0.295, possui um semieixo maior de 53.242 UA e um período orbital de cerca de 387 anos. O seu periélio leva o mesmo a uma distância de 37.545 UA em relação ao Sol e seu afélio a 68.938 UA.